# Lagerstroemia indica
El árbol de Júpiter, también llamado comúnmente espumilla, Júpiter, lila de las Indias, lila del sur o crespón es una especie del género Lagerstroemia de la familia Lythraceae, originaria de China, Japón, Himalaya e India. Su cultivo se expandió a casi todo el continente asiático y más tarde a Europa y América.

## Descripción
Es un árbol o arbusto caducifolio que puede alcanzar unos 8 m de altura. Muy ramificado, forma una copa amplia y chata. La corteza, lisa y de color marrón medio (café), se desprende anualmente. Hojas ovales, opuestas, de color verde oscuro. Las hojas surgen en primavera de color cobrizo y en otoño adquieren matices amarillos y anaranjados. La inflorescencia es una panícula terminal de unos 9 cm de largo. Flores acampanadas con 6 pétalos de bordes rizados de color blanco, rosa o malva. Hay variedades púrpuras o rojas. El fruto es una cápsula negruzca de poco más de 1 cm.

## Usos y cultivo
Es una especie muy utilizada como planta ornamental, por su follaje decorativo y vistosa floración.
Su madera es muy dura y de muy buena calidad por lo que se utiliza en mueblería y ebanistería.
En medicina popular se utilizan las raíces en decocción para curar aftas y dolores de estómago. El cocimiento de las hojas y flores se utiliza como purgante.[cita requerida]
Especie bastante rústica, resistente al frío siempre que se encuentre en una ubicación protegida. Vegeta bien a pleno sol en suelos bien drenados, frescos y profundos.
Se han desarrollado muchos híbridos y cultivares entre L. indica y L. faueri.
Se multiplica por acodo, esquejes semileñosos y semillas.
Resiste bien las podas. Las ramas son fáciles de injertar (también se producen injertos naturales), hecho que los jardineros han aprovechado para dar a las copas formas diversas.

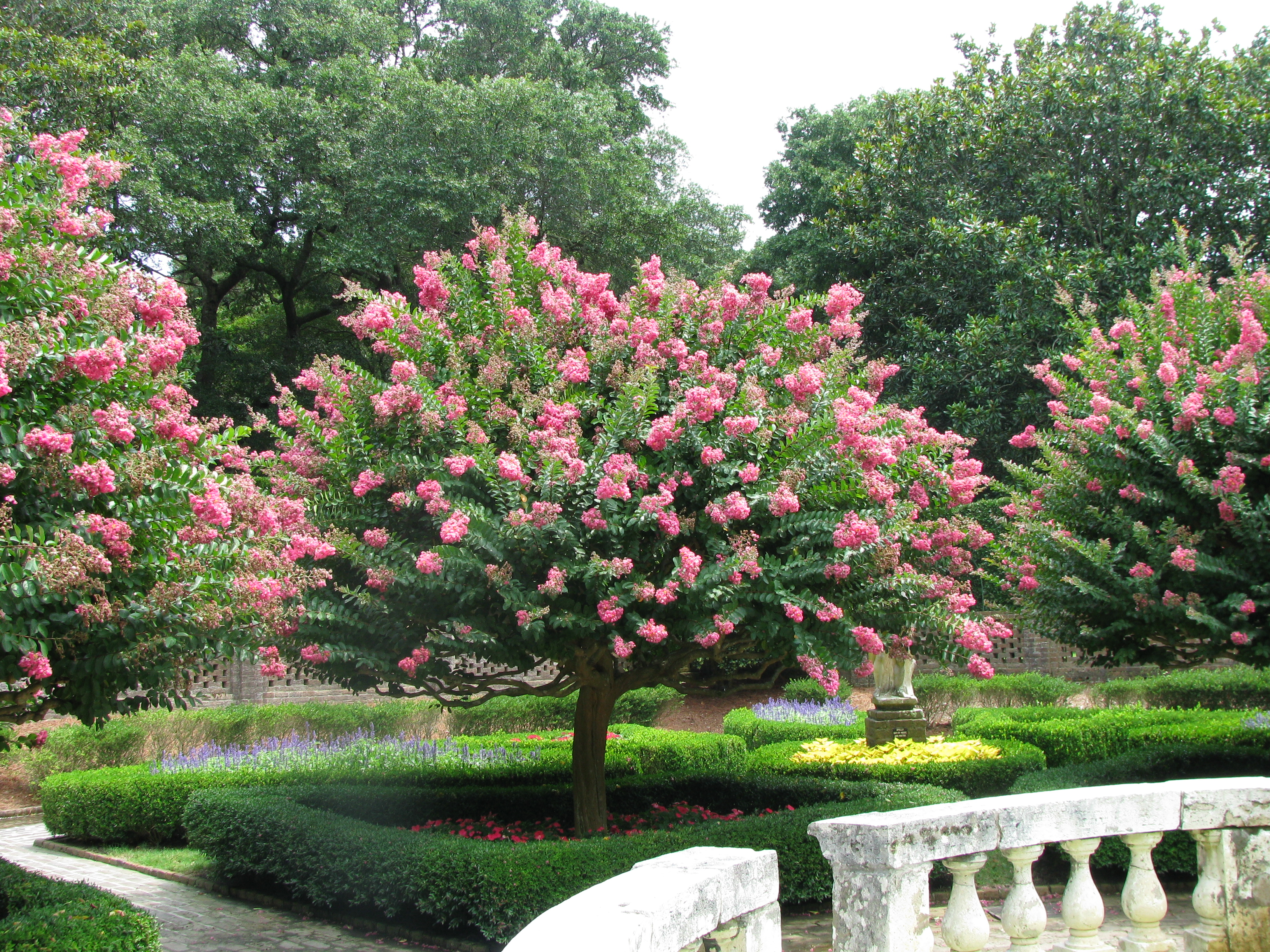
Ejemplares en plena floración
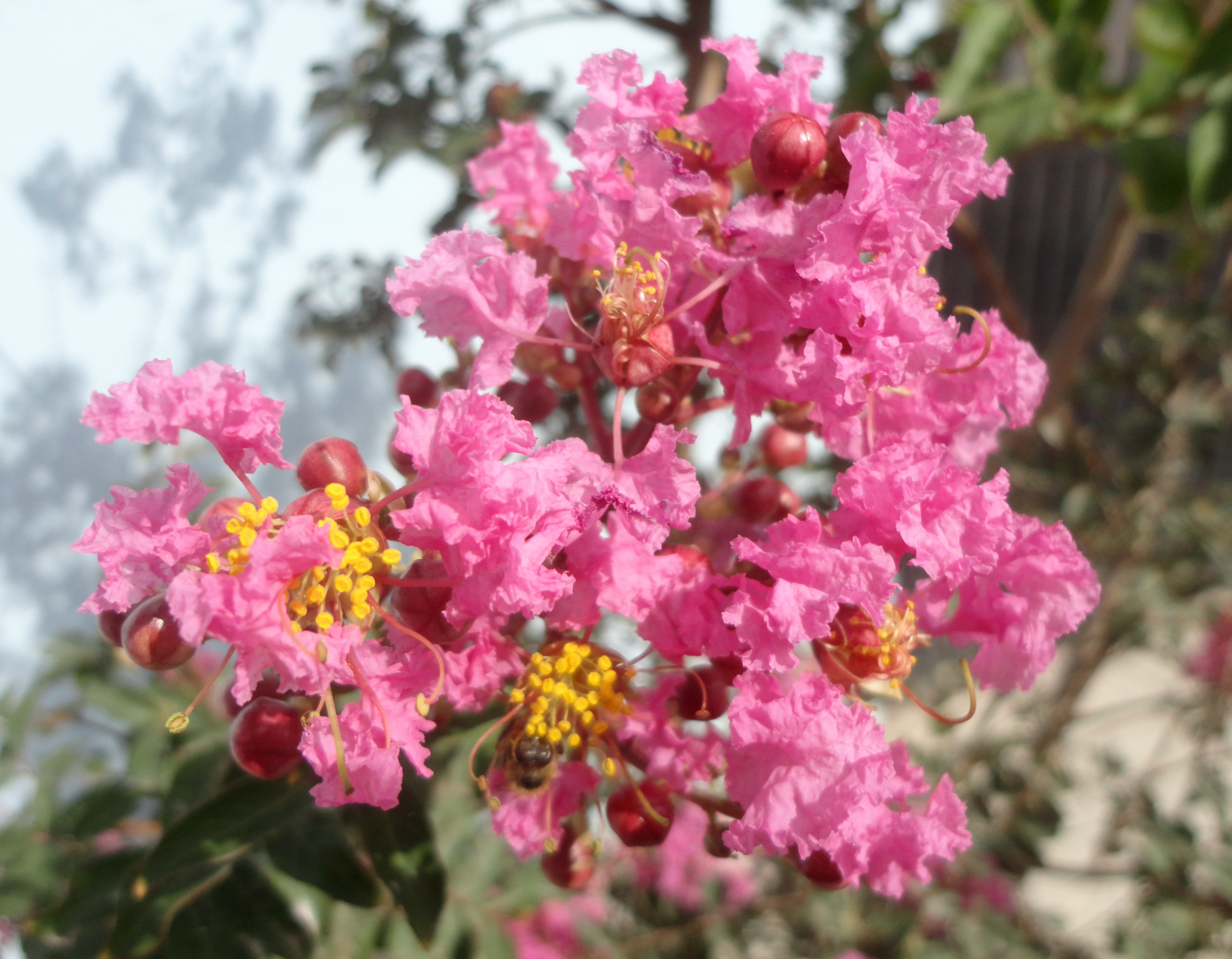
Inflorescencia
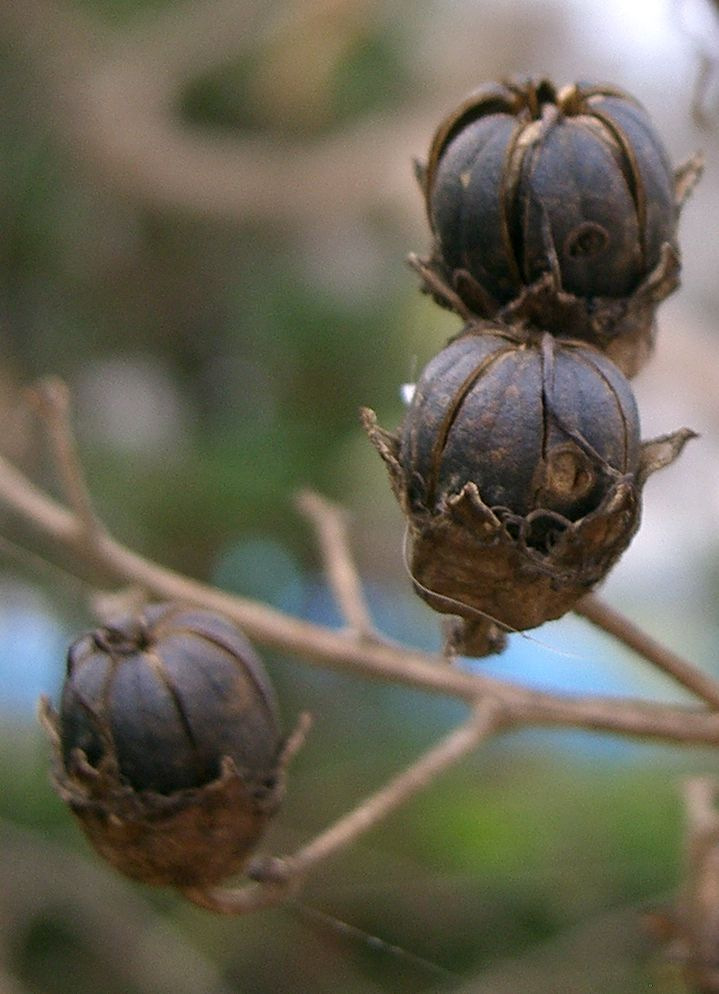
Fruto
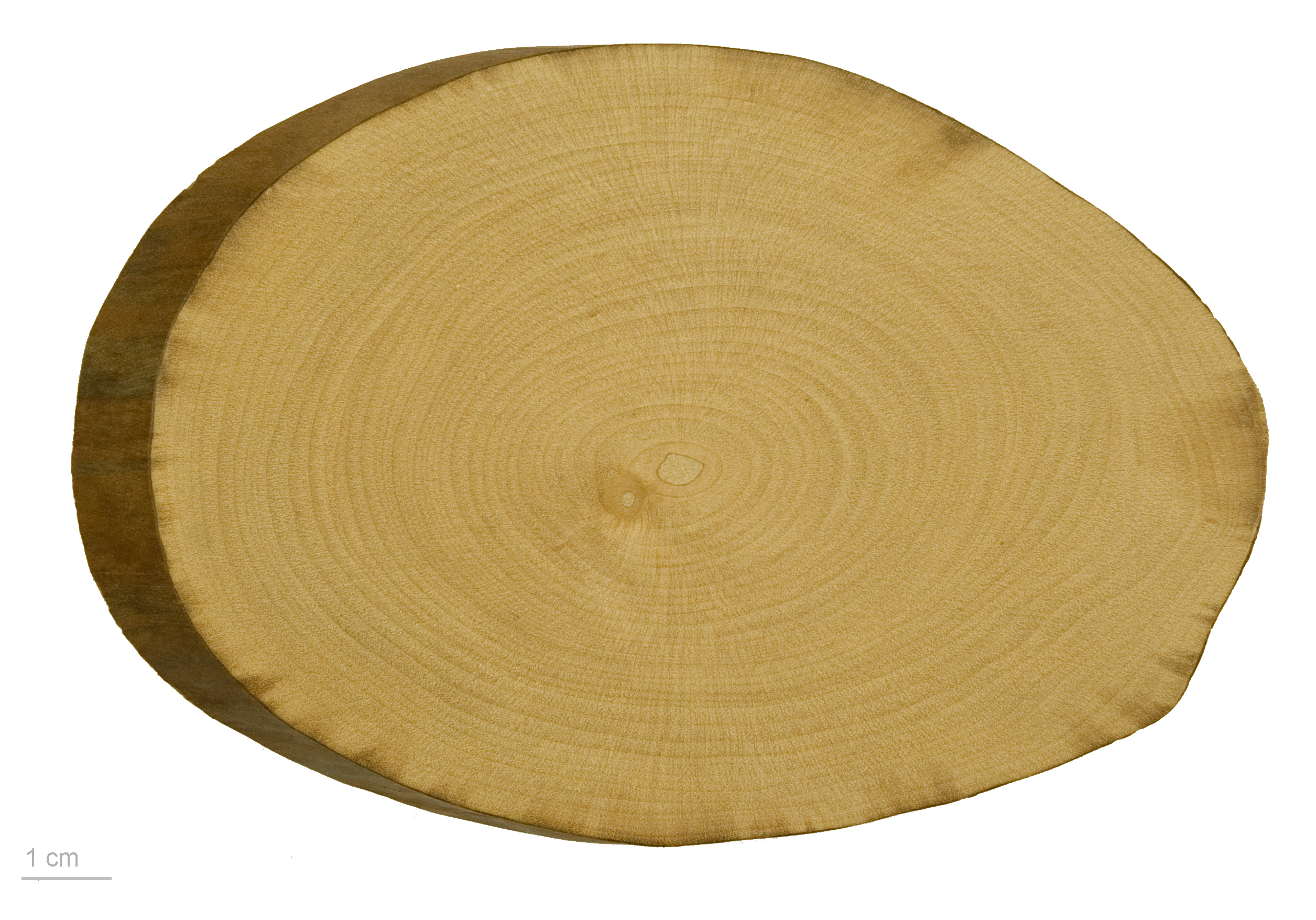
Madera (espécimen de museo)
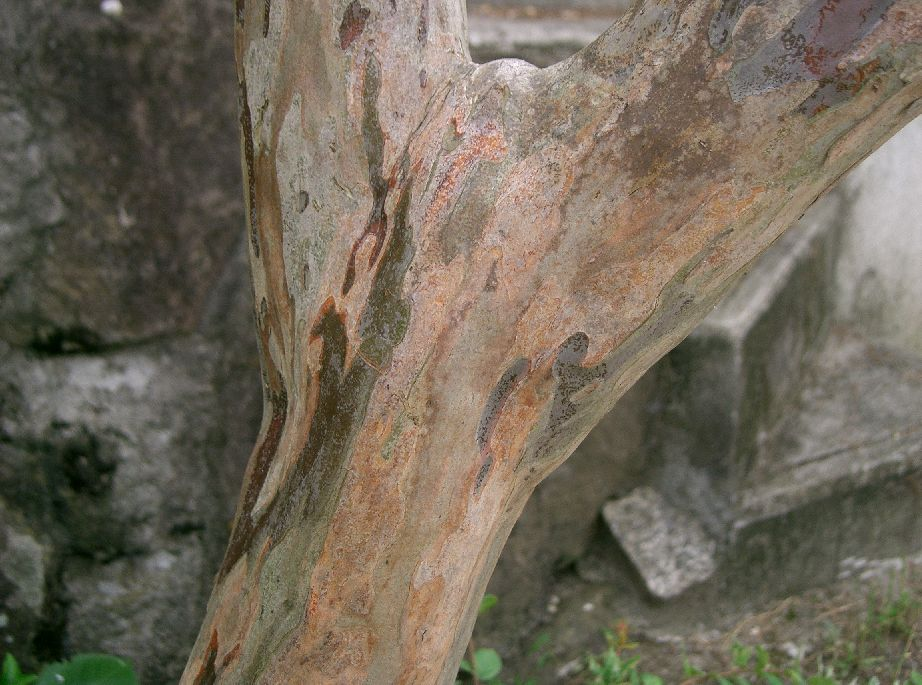
Tronco

## Taxonomía
Lagerstroemia indica fue descrita por (L.) Pers. y publicado en Journal of Botany, British and Foreign 66: 141. 1928.
Sinonimia
- Lagerstroemia chinensis Lam.
- Lagerstroemia indica var. alba Ram.Goyena
- Lagerstroemia speciosa (L.) Pers. (esta variedad tiene su propia página Lagerstroemia speciosa)
- Murtughas indica (L.) Kuntze[2]
- Lagerstroemia elegans Wall. ex Paxton[3]
- Lagerstroemia minor Retz.
- Lagerstroemia pulchra Salisb.
- Murtughas indica (L.) Kuntze
- Velaga globosa Gaertn.[4]